# Gefecht bei Dossenbach
Heckerzug (13. bis 27. April 1848):
Scheideck – Günterstal – Freiburg – Dossenbach
Struve-Putsch (21. bis 25. September 1848):    
Staufen
Badischer Militäraufstand (9. Mai bis 23. Juli 1849):
Heppenheim – Weinheim – Wald-Michelbach – Ludwigshafen – Käfertal – Ladenburg I – Hirschhorn – Waghäusel – Ladenburg II – Sinsheim – Ubstadt – Durlach – Murglinie – Gernsbach – Rastatt
Das Gefecht bei Dossenbach (manchmal auch Gefecht bei Niederdossenbach) fand am 27. April 1848 im Zuge der Badischen Revolution zwischen Dossenbach und Niederdossenbach in Südbaden, unweit der Schweizer Grenze, statt. Die von Georg Herwegh angeführte Deutsche Demokratische Legion traf dabei auf dem Rückzug in die Schweiz auf eine Kompanie württembergischer Infanteristen unter Führung von Hauptmann Friedrich von Lipp. Die zahlenmäßig unterlegenen Infanteristen hielten dem Angriff der Freischärler stand. Als außerdem württembergische Verstärkungen eintrafen, zogen sich die Revolutionäre zurück und flohen in Richtung Schweiz.
Nachdem bereits andere Freischärlerzüge in Gefechten auf der Scheideck bei Kandern und bei Günterstal und Freiburg unterlegen waren, markierte das Gefecht bei Dossenbach das Ende der bewaffneten Aprilunruhen in Baden.

## Vorgeschichte

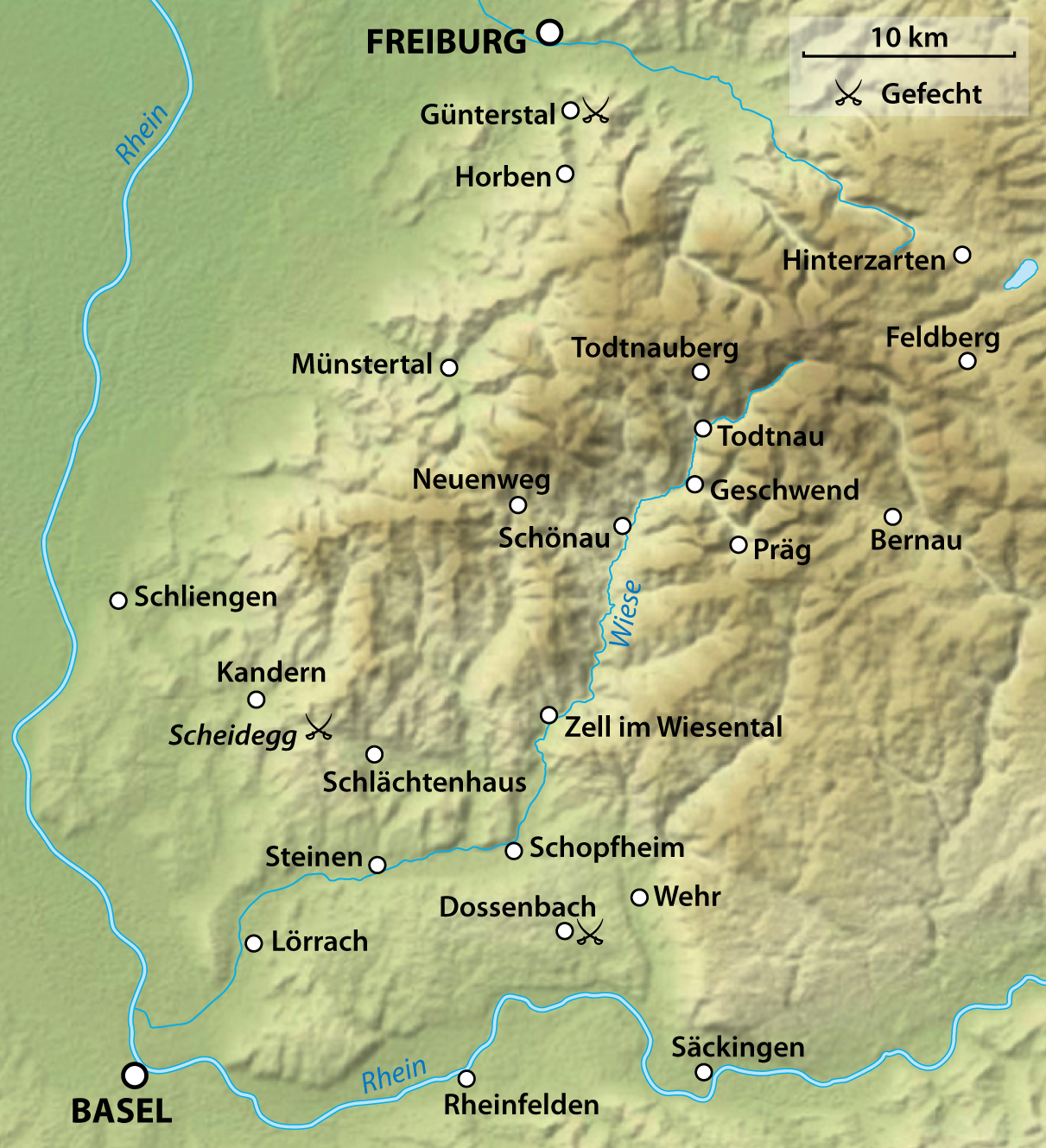
Karte des von den Aufständen betroffenen Gebietes

Im Zuge der revolutionären Unruhen in Frankreich und Deutschland hatte sich in Paris unter dem Vorsitz des Dichters Georg Herwegh die „Deutsche Demokratische Gesellschaft“ gebildet. Aus dieser entwickelte sich die militärisch organisierte „Deutsche Demokratische Legion“. Unter der Führung von Herwegh und Karl Börnstein marschierte diese im April 1848 im Angesicht weiterer revolutionärer Stimmungen im Großherzogtum Baden von Paris an die badische Grenze, um dort den bewaffneten Aufstand zu unterstützen. Noch während die Legion auf dem Marsch von Paris an den Rhein war, rief die badische Regierung Truppen des VIII. Bundeskorps nach Baden, die die Badische Armee bei der Niederschlagung des Aufstandes unterstützen sollten. Unter anderem wurden daraufhin rund 5.000 württembergische Soldaten unter Generalleutnant Moriz von Miller in den Badischen Seekreis entsandt.
Mitte April erreichte die Deutsche Legion den Rhein; unterdessen war in Baden der Heckeraufstand ausgebrochen. Als Kurier der Legion traf sich Georg Herweghs Gattin Emma am 15. April in Engen mit Friedrich Hecker. Dieser lehnte eine Vereinigung mit der Legion allerdings ab; zum einen war die Legion in Deutschland als plündernde Horde dargestellt worden und Hecker fürchtete, dieser Ruf werde auch auf seine Freischärler abfärben; zum anderen war es sein Ziel, die Revolution aus dem Inneren Deutschlands heraus zum Erfolg zu führen. Am 19. April kam es zu einer erneuten Verhandlung mit Hecker, aber dieser lehnte wiederum ab, die Legion zu seiner Unterstützung öffentlich über den Rhein zu rufen. Die Legion marschierte schließlich von Straßburg ins Obere Elsass und überschritt in der Nacht vom 23. auf den 24. April den Rhein bei Kleinkems. Von dort marschierten die Freischärler nach Kandern, wo sie allerdings erfuhren, dass Heckers Revolutionäre einige Tage zuvor im Gefecht auf der Scheideck entscheidend geschlagen worden waren. Anstatt mit Hecker wollte sich die Legion nun mit Franz Sigels Revolutionszug vereinigen, der zu diesem Zeitpunkt im Oberen Wiesental bei Todtnau stand. Die Legion marschierte deswegen von Kandern aus nach Nordosten und erreichte am 25. April Wieden. Dort erfuhren Herwegh und seine Freischärler jedoch, dass Sigel sich bereits wieder auf dem Rückzug befand. Sigel war mit seiner Kolonne auf das von Aufständischen besetzte, aber durch Regierungstruppen belagerte Freiburg marschiert, aber am 23. April im Gefecht bei Günterstal geschlagen worden; nach einer erneuten Niederlage beim Sturm auf Freiburg am Tag darauf hatte sich sein Zug ebenfalls weitgehend aufgelöst.
Aufgrund der Unruhen um Freiburg war auch General von Millers württembergischer Verband aus dem Seekreis nach Westen in Richtung Höllental und Freiburg beordert worden. Nun, nach Sigels Rückzug, teilte Miller seine Streitmacht: Ein Teil unter General von Baumbach wurde zur Sicherung der Hochrhein-Grenze nach Waldshut und Säckingen geschickt, während Miller selbst mit dem Rest des Verbandes über St. Blasien und Bernau ins Obere Wiesental bei Todtnau und Schönau marschierte. Von Todtnau aus wurde außerdem eine Vorhut nach Schopfheim entsandt, die dort am 26. April eintraf. Im Wiesental war unterdessen auch die Deutsche Legion angekommen: Nach der Nachricht von Sigels Niederlage hatte sie sich nach Süden zurückgezogen. Sie überschritt den kniehoch mit Schnee bedeckten Belchen, durchquerte das Kleine Wiesental und erreichte am 26. April über den Zeller Blauen Zell im Wiesental.
Die Situation für die Legion war hier sehr angespannt: Württembergische Truppen standen wenige Kilometer nordöstlich bei Schönau und wenige Kilometer südwestlich bei Schopfheim. Die Kolonne Generals von Baumbach hatte außerdem in der Zwischenzeit Bad Säckingen erreicht.
In Zell hielt die Legion Kriegsrat; Barrikaden wurden errichtet, doch schließlich beschloss man, den erschöpften Truppen einen Tag Rast zu geben und den Marsch dann fortzusetzen. Ziel war es, einen Bogen um das württembergisch besetzte Schopfheim zu schlagen und durch das Bergland des Dinkelberges nach Dossenbach und von dort nach Rheinfelden zu marschieren. Die Marschroute führte dabei über den Gaisbühl und Hasel.

## Beteiligte Verbände
Die württembergischen Truppen bestanden aus der 6. Kompanie des 6. Infanterieregimentes und einem Zug des 1. Infanterieregimentes. Die 6. Kompanie wurde von Hauptmann Friedrich Lipp angeführt und war zum Zeitpunkt des Gefechtes 137 Mann stark; der Zug des 1. Infanterieregimentes stand unter der Führung eines Oberleutnant Carl und umfasste 70 Mann.
Die Deutsche Demokratische Legion hatte sowohl eine politische als auch eine militärische Führung. Politischer Präsident war Georg Herwegh, Adelbert von Bornstedt fungierte als Vizepräsident und die militärische Führung oblag Karl Börnstein. Die Legion war als Regiment zu vier Bataillonen organisiert. Ein Großteil der Offiziere hatten bereits im preußischen, österreichischen oder französischen Heer gedient, so zum Beispiel Börnstein, Generalstabschef Otto von Corvin, Regimentskommandeur Moritz Wilhelm von Löwenfels oder Bataillonskommandeur Reinhard Schimmelpfennig. Die Stärke der Legion wird mit rund 600 Bewaffneten angegeben.

## Verlauf des Gefechts

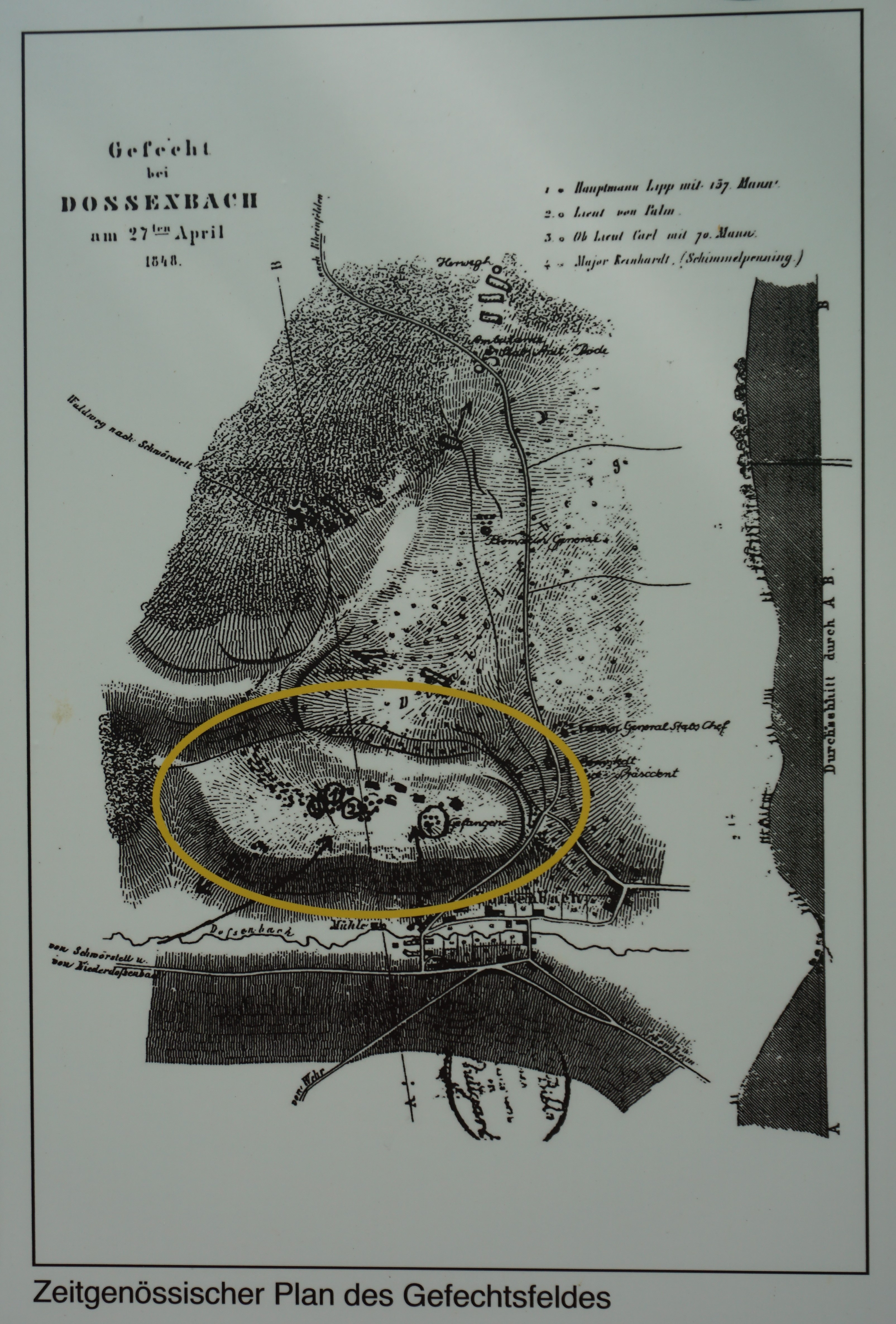
Gefechtsskizze vom 27. April 1848. Die Skizze ist nicht genordet, sondern nach Südwesten ausgerichtet.

Um Mitternacht führte die Legion ihren Marsch von Zell aus weiter, bewegte sich jedoch nur langsam fort. Während die übliche Reisedauer von Zell nach Dossenbach bei drei Stunden lag, erreichte die Legion (Ober-)Dossenbach erst um 8.30. Gustav Struve sah dies als Werk der dem Zug beigegebenen Wegführer an; Der württembergische Hauptmann Friedrich Lipp sah die lange Marschzeit dagegen darin begründet, dass die Legion ihre Marschdisziplin verloren hatte und die Männer in Ortschaften oft anhielten und um Stärkung baten.
Unterdessen hatten die württembergischen Truppen in Schopfheim und Schönau von der Präsenz der Freischärler in Zell erfahren. Eine Kompanie des 6. Infanterieregimentes unter dem Befehl von Hauptmann Lipp wurde am Morgen des 27. April von Schopfheim aus nach Süden gesandt, um über Dossenbach nach Schwörstadt zu marschieren und dort Verbindung mit der entlang des Hochrheins von Säckingen her kommenden Kolonne General von Baumbachs aufzunehmen. Die Kompanie war um 5.30 aufgebrochen und hatte Schwörstadt nach etwa zwei Stunden erreicht, hatte Dossenbach also vor den Aufständischen passiert. Um 8.30 traf eine halbe Kompanie des 1. Infanterieregimentes aus von Baumbachs Kolonne in Schwörstadt ein, woraufhin Lipps Kompanie wieder über den Dinkelberg nach Schopfheim beordert wurde. Aufständische und Bundestruppen marschierten so also fast aufeinander zu – während die württembergischen Truppen von Schwörstadt aus nach Nordwesten über Niederdossenbach und Oberdossenbach nach Schopfheim wollten, marschierten die Freischärler von Oberdossenbach aus in südwestlicher Richtung nach Rheinfelden.
Während die württembergische Infanterie von Nieder- nach Oberdossenbach marschierte, wurde sie von einem Bauern gewarnt, dass dort erst kürzlich Freischärler gewesen seien. Eine Patrouille wurde vorgeschickt, die auf die Nachhut der Legion traf und einige Gefangene machte, allerdings ihrerseits angegriffen wurde und sich, da sie von der eigentlichen Kompanie entfernt war, zurückziehen musste. Es kam zu ersten Feuergefechten und Verwundeten auf Seiten der Freischärler. Die Patrouille wurde nun verstärkt; eine halbe Kompanie der Württemberger brachte sich auf einem Feld in Stellung, wobei sie hinter Steinriegeln Deckung nahm. Die Legion rückte an, erlitt jedoch unter dem Musketenfeuer der Württemberger Verluste und zog sich teilweise wieder zurück. Verwundete der Freischärler wurden in einen nahe gelegenen Wald gebracht. Vereinzelte Schützen suchten hinter Bäumen Deckung und setzten das Feuergefecht mit den Württembergern, die in der Zwischenzeit die gesamte Kompanie herangeführt hatten, fort.
Nach dem ersten Rückschlag sammelte sich die Legion und ging anschließend wieder gegen die zahlenmäßig unterlegene württembergische Kompanie vor. Während Adelbert von Bornstedt die Mitte und rechte Flanke der Bundestruppen beschäftigte, sollte Schimmelpfennigs mit Sensen ausgerüstetes Bataillon den Württembergern in die linke Flanke fallen. Die erstgenannten Angriffe blieben im geübten Feuer der gedeckten Infanteristen stecken, doch gelang es den Sensenmännern, einen Posten auf der linken Flanke zu überrennen und zum Rückzug zu zwingen. Beim Angriff auf einen weiteren Posten kam es zum Nahkampf, und hierbei zum Duell zwischen Schimmelpfennig und Hauptmann Lipp. Lipp verwundete Schimmelpfennig am Kopf, trug aber seinerseits eine Verwundung an der Hand davon. Weitere Sensenmänner und mit Bajonetten bewaffnete Infanteristen eilten herbei, wobei Lipp weitere Verletzungen erlitt, Schimmelpfennig dagegen von mehreren Bajonettstichen getötet wurde. Der Angriff der am weitesten vorangestürmten Sensenmänner wurde von den Infanteristen abgeschlagen, und das etwas zurückliegende Gros von Schimmelpfennigs Bataillon brach den Angriff nach dessen Tod ab und zog sich zurück.
Wieder entstand eine Kampfpause; die Legion zog sich zurück, hielt dabei aber das Feuer aufrecht, während die württembergische Kompanie einen erneuten Angriff erwartete. Nun trafen allerdings von Süden her württembergische Verstärkungen ein: Der am Morgen in Schwörstadt eingetroffene, von Oberleutnant Carl befehligte Zug des 1. Infanterieregimentes war heranmarschiert und fiel dem sich zurückziehenden Bataillon Schimmelpfennig nun seinerseits in die (rechte) Flanke. Lipp und Carl vereinigten ihre Kommandos und setzten die Verfolgung der Legion fort, die sich nun auflöste und floh.

## Verluste und Folgen

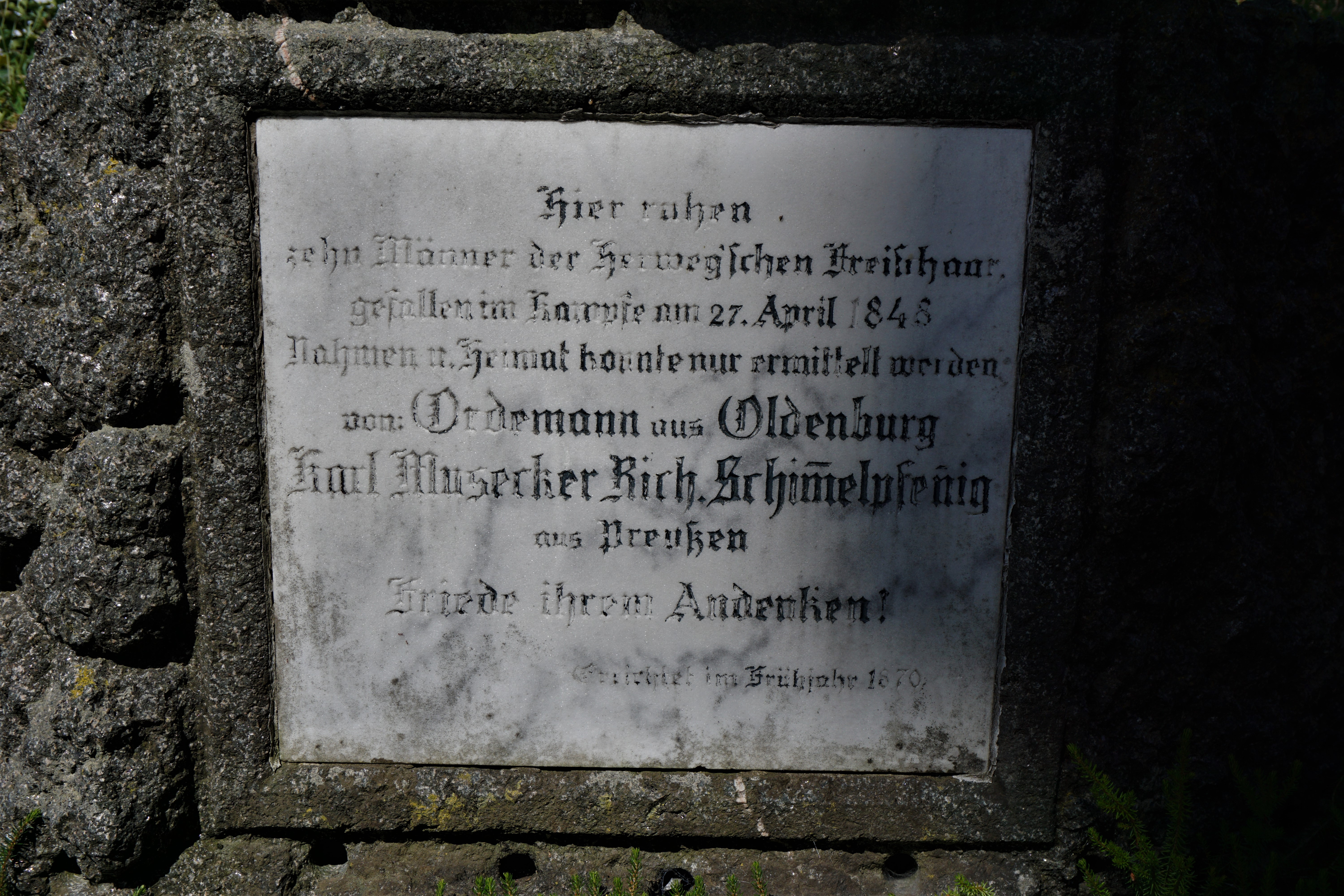
Gedenkstein für die Gefallenen Freischärler auf dem Friedhof von Oberdossenbach

Auf Seite der Württemberger wurden lediglich Hauptmann Lipp und ein Leutnant (durch einen Streifschuss an der Schulter) verwundet. Lipp führte dies unter anderem darauf zurück, dass die Freischärler ihre Musketen aus zu großer Entfernung abgefeuert hatten und teilweise nicht die richtigen Pulver- und Kugelladungen benutzt hatten. So wiesen zahlreiche Soldaten Schussspuren an ihren Uniformen auf, ohne jedoch verwundet worden zu sein. Die Verluste der Legion bezifferte Lipp auf rund 30 Tote und 60 Verwundete. Zehn gefallene Legionäre wurden auf dem Dossenbacher Friedhof beigesetzt.
Nach der Niederlage bei Dossenbach löste sich die Deutsche Legion auf, sie zerfiel in kleine Gruppen, die sich auf eigene Faust zur nicht weit entfernten Schweizer Grenze durchzuschlagen versuchten. Emma und Georg Herwegh gelang dies, wobei sie sich während ihrer Flucht als Bauern verkleideten. Adelbert von Bornstedt gelang es, eine größere Gruppe in letzter Sekunde über den Rhein zu führen. Er selbst wurde dabei von einer württembergischen Patrouille gefangen, da das über den Rhein führende Boot bereits überfüllt war und er nicht einsteigen konnte. Insgesamt nahmen die württembergischen Patrouillen in den folgenden Tagen 394 Legionäre gefangen. Nach den Niederlagen Heckers auf der Scheideck und Sigels bei Günterstal und Freiburg bedeutete das Gefecht bei Dossenbach und die Flucht und Auflösung der Deutschen Legion das Ende der im Rahmen des Heckeraufstands ausgelösten bewaffneten Unruhen im Großherzogtum Baden.

## Künstlerische Verarbeitung
Franz Müller, ein ehemaliges Mitglied der Deutschen Demokratischen Legion, veröffentlichte 1849 ein „Neues Volks-Lied über den ersten deutschen Aufstand, den Zug der deutschen pariser demokratischen Legion nach Baden und das Gefecht bei Dossenbach am 27. April 1848“.
Franz Seraph Stirnbrand fertigte 1851 das Gemälde „Hauptmann Lipp im Gefecht bei Dossenbach“ an, das vom württembergischen König Wilhelm erworben wurde.
Der südbadische Dichter Gerhard Jung verfasste außerdem das Theaterstück „Ein Tag im April“, das vom Aufenthalt der Deutschen Legion in Zell und ihrem Aufbruch in Richtung Dossenbach handelt.

## Gedenken

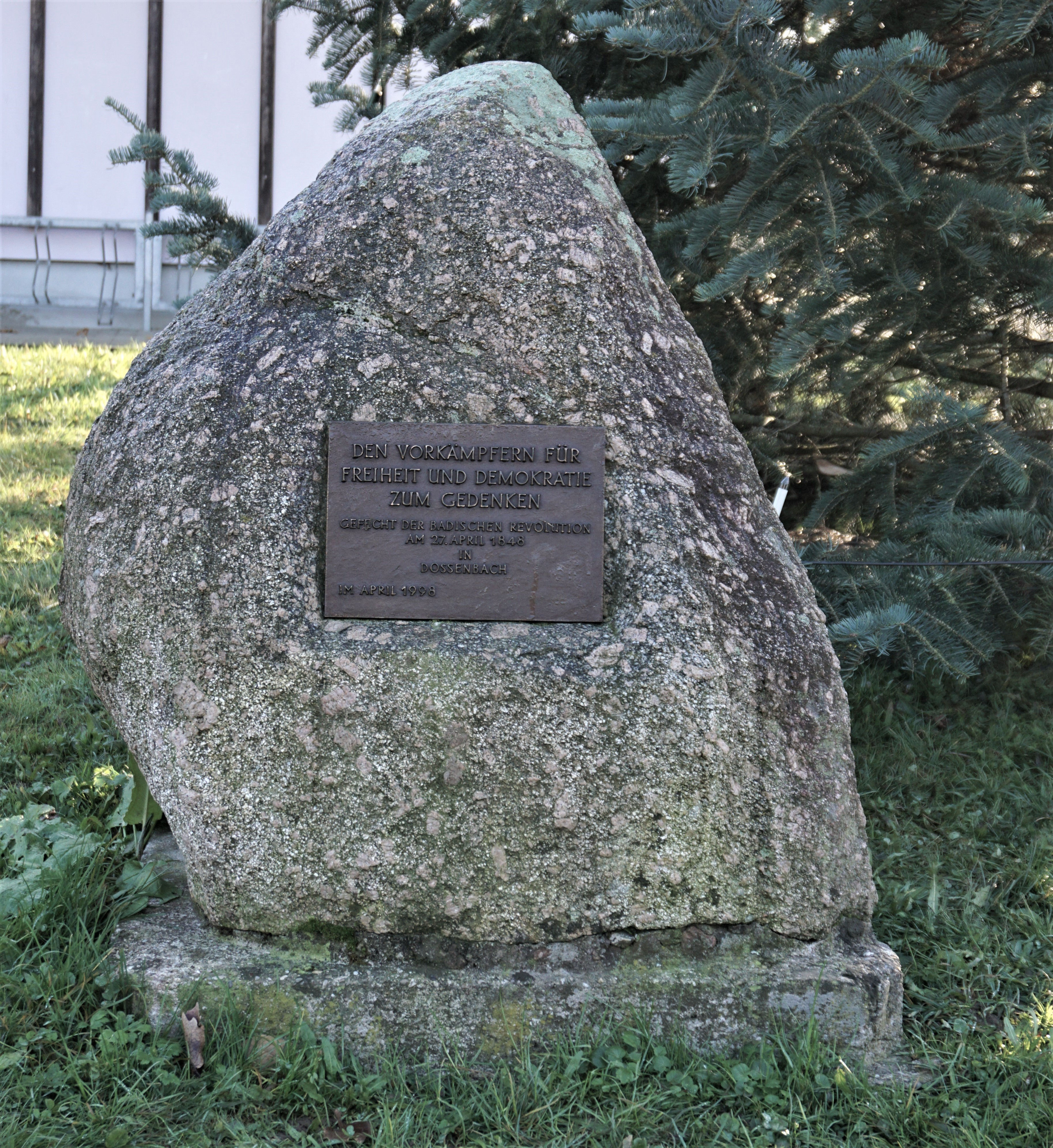
Gedenkstein von 1998

Am 19. Juni 1870 wurde auf dem Friedhof von Oberdossenbach auf Initiative von Johann Georg Uehlin ein Gedenkstein für die Gefallenen der Deutschen Demokratischen Legion mit einer großen Feier eingeweiht. Uehlin hatte hierzu auch Georg Herwegh eingeladen, der aber absagte.
Der Gedenkstein wurde vom Schopfheimer Bildhauer Stirzel aus einem einfachen Granitstein mit eingelassener heller Marmortafel gestaltet.
Im April 1998 wurde beim Bürgersaal Dossenbach, der in der Nähe des damaligen Gefechtsfeldes liegt, eine Gedenktafel errichtet. Im Juli 2020 eröffneten die Ortschaft Dossenbach, Gemeinde Schwörstadt und der Naturpark Südschwarzwald einen kurzen Themenweg mit fünf Informationstafeln zur Geschichte des Gefechtes. Der Weg beginnt direkt beim Kindergarten Dossenbach.